# Rette deine Haut
Rette deine Haut ist ein Polizeifilm von Lars Becker aus dem Jahr 2001. Der Thriller, der als ZDF-Fernsehfilm der Woche seine Erstaufführung fand, erschien auch als DVD.
Der Film war 2002 in der Kategorie „bester Fernsehfilm“ für den Deutschen Fernsehpreis nominiert. Auch die Filmmusik erhielt eine Nominierung.

## Inhalt
Vier junge, korrupte Hamburger Kommissaranwärter führen mit ihren sorglosen, aber keineswegs ahnungslosen Frauen ein regelrechtes Luxusleben. Finanziert wird dieses in erster Linie durch die Bestechungszahlungen einer Unterweltgröße. Als diese trotz der regelmäßigen Informationen der Polizisten über bevorstehende Razzien und Ermittlungen festgenommen wird, droht das vordergründige Glück zu zerbrechen. Die Polizisten geraten in Situationen, in denen sie vor die Entscheidung gestellt werden, selbst zu töten, um ihre Haut zu retten. Dass die Kronzeugin im Fall um den problematischen Festgenommenen, der von „seinen“ Polizisten natürlich die umgehende Eliminierung dieser Person erwartet, dabei ausgerechnet die Freundin eines der jungen Kommissare ist, macht die Sache nicht einfacher. Schließlich bedrohen sich die einstigen Freunde sogar gegenseitig mit dem Tod. Einer der Polizisten, Emile, kommt schließlich zur Besinnung, als er erfährt, dass seine schwangere Frau Leila gerade eine Frühgeburt erleidet. Er verhindert die Bluttat, wird dabei aber selbst angeschossen.

## Kritiken
Der Spiegel meinte, der düstere Film sei „Genrekino fürs Fernsehen in Reinkultur und sieht immerhin gut aus“. Das Lexikon des internationalen Films sah einen „Fernseh-Kriminalfilm um Korruption und Loyalitäten, denen man nicht sicher sein kann. Eine Fingerübung, die eine eigentlich vertraute Geschichte einmal mehr variiert.“ Prisma sah vor allem „Dank der guten Darstellercrew […] ein desillusionierendes Alltagsbild aus dem Leben von Polizisten“ entstanden. Die Cinema urteilte: „Lars Beckers Thriller reicht nicht an Vorbilder wie „Serpico“ heran, unterhält aber mit trockenem Witz und coolem Look. […] Fazit: Kein Realo-Krimi, aber ganz schön „stylish“.“